# Medinilla malindangensis
Medinilla malindangensis är en tvåhjärtbladig växtart som beskrevs av Elmer Drew Merrill. Medinilla malindangensis ingår i släktet Medinilla och familjen Melastomataceae. Inga underarter finns listade i Catalogue of Life.